# Redeemed Christian Church of God
Redeemed Christian Church of God (littéralement, l'Église chrétienne des rachetés de Dieu) est une association chrétienne évangélique d'églises pentecôtistes, présente dans 80 pays. Le pasteur principal est Enoch Adeboye. Son siège est une megachurch à Lagos, au Nigeria, qui serait fréquentée par 50 000 fidèles. 

## Histoire
RCCG a été fondée en 1952 par Josiah Olufemi Akindayomi (1909-1980), après avoir été impliqué dans plusieurs autres églises ,. En 1973, Enoch Adeboye rejoint la Redeemed Christian Church of God et commence à interpréter les prédications du pasteur Josiah Olufemi Akindayomi du  Yoruba à l'anglais. Ce dernier a été ordonné pasteur de l'église en 1975.  En 1980, le pasteur Akindayomi décède .  En 1981, Enoch Adeboye est nommé surveillant général de l'église, par la lecture posthume du testament scellé de Akindayomi. En 1990, Redeemed Christian Church of God Bible School est fondée .
En 2005, l’église fonde la Redeemer's University Nigeria, une université privée à Ede .
En 2008, elle comptait 14,000 églises et 5 millions de membres au Nigeria, dans 80 pays,.
En 2017, son camp de prière appelé Redemption Camp, au nord de Lagos, était une ville avec 5 000 maisons, des routes, des supermarchés, des banques, un campus de la Redeemer's University Nigeria, et une centrale électrique.
En 2025, l’église de Lagos compterait 50,000 personnes .